# 广宗寺 (阿拉善)
广宗寺，藏文名“丹吉楞”，俗称“南寺”，位于中国内蒙古自治区阿拉善盟阿拉善左旗巴润别立镇境内。广宗寺是阿拉善最大的寺院，阿拉善还有“北寺”福因寺，但规模不及广宗寺。

## 历史
广宗寺始建于清朝乾隆二十二年（1757年），由台吉班自尔扎布之子阿旺多尔济遵师父六世达赖仓央嘉措之遗愿而兴建。该寺共有大小庙宇15座，共2000多间房屋。各庙之间配建有“吉萨”（仓库）僧房。伙房内有1吨多重的青铜铸锅，可盛4吨多水。该寺建成后，从超格图呼热庙（昭化寺）迎请了六世达赖遗体供奉，尊为该寺第一代格根（活佛），名“德顶格根”，此即第一世达克布活佛。

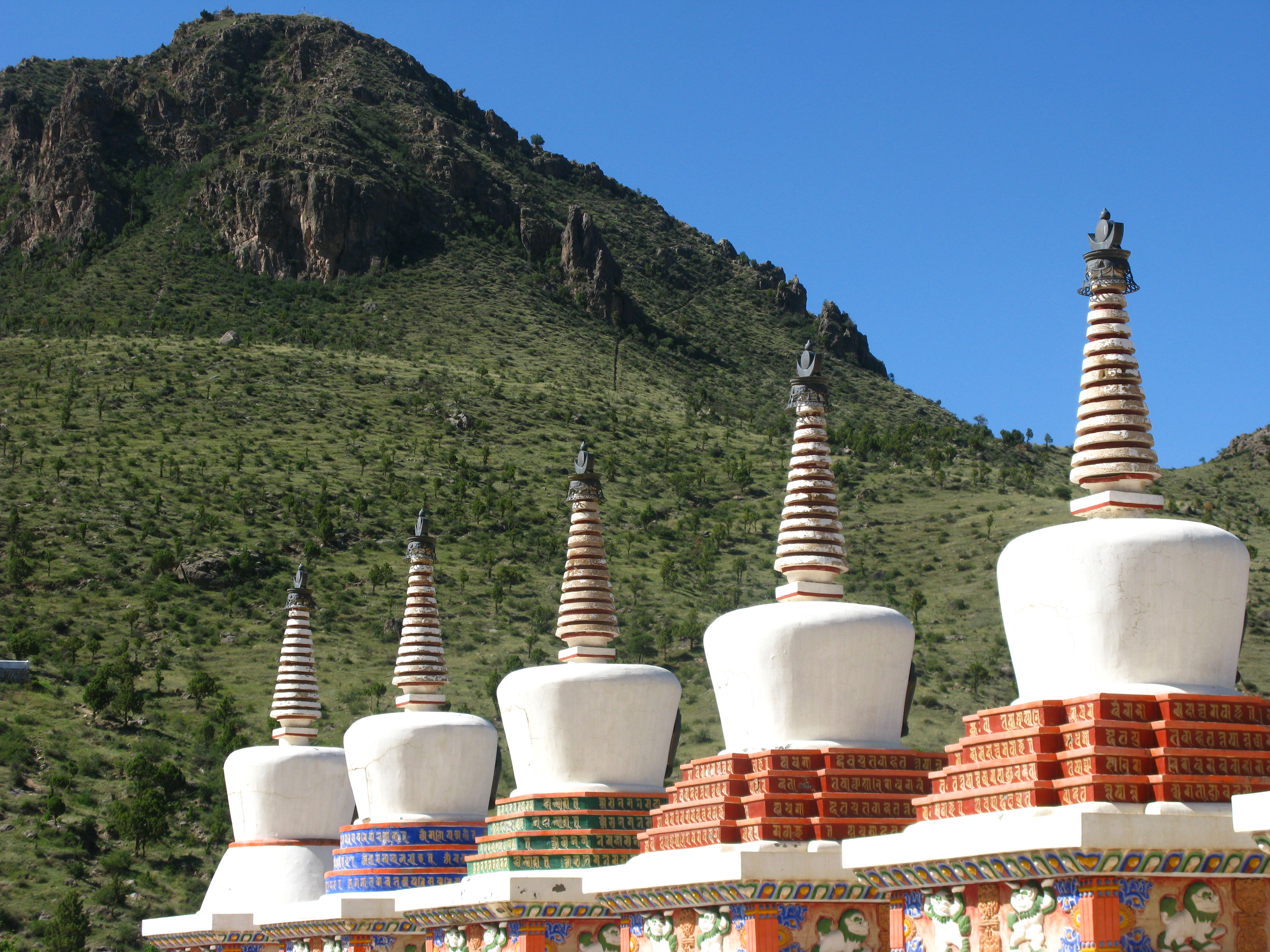
广宗寺佛塔

该寺初建时，原名“阿大希迈德里庙”。乾隆二十五年（1760年），阿拉善第三代王罗卜桑多尔济上报清朝理藩院，乾隆帝御赐用蒙古文、汉文、满文、藏文四种文字书写的“广宗寺”匾额（藏语名“噶旦丹吉林”），从而取代了“阿大希迈德里庙”的原名。清朝道光年间，该寺又进行扩建，并将阿拉善第六代王囊都布苏隆的灵柩供奉于寺内。清朝同治八年（1869年），该寺在兵乱中遭到烧毁。乱军放火焚毁了除时轮大殿、金刚亥母殿以外的几乎全部殿堂，抢走了大批财物。当时，上桌特·图斯都布、道尼尔·巴拉丹勒格都布等人率部分喇嘛冲入火海，将六世达赖肉身、金刚亥母像、《甘珠尔》抢救出来，搬至山崖险要处隐藏。此后，因殿堂被烧，六世达赖肉身等被送至衙门医药殿暂时供奉。清朝光绪年间，该寺获得修复。
第五世迭斯尔德活佛主持该寺时期，主持新建了大经堂，扩建并修缮了六世达赖仓央嘉措的灵塔大殿“黄楼庙”，还派出大批喇嘛赴西藏学经，使广宗寺达到鼎盛时期，但末期又开始衰败趋势。第五世迭斯尔德活佛圆寂后，阿拉善旗政府很快便开始抓喇嘛当兵，喇嘛们纷纷躲藏起来或逃往他乡。

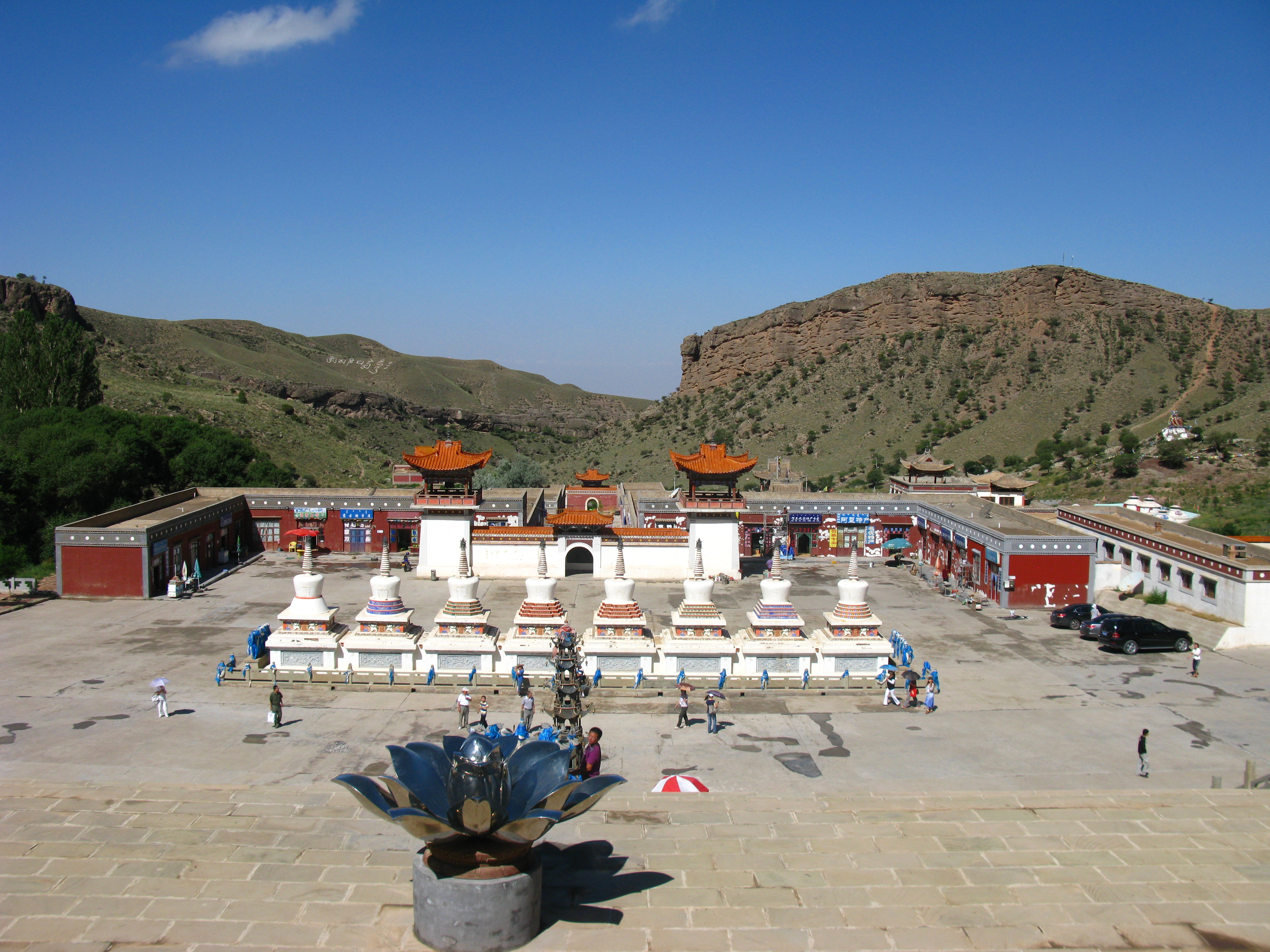
广宗寺

文化大革命前，广宗寺内有一座六世达赖灵塔，为一丈多高的镀金铜塔，塔门镶嵌各种宝石，塔顶上曾置有3寸高的赤金无量寿佛像；各殿堂公馆内，藏有反映宗喀巴本生及传记的《八十宗喀》三套上百轴，《仓央嘉措传》一套十多轴。此处提到的3寸高的纯金无量寿佛像，以及1950年代初用500两白银制作的大悲观音立体坛城，还有大批法器、供器，后来均在文化大革命中丢失。
六世达赖仓央嘉措后期作品有《大悲观音祈愿词》、《阿拉善神祇供》，以及为连城大寺撰写的《白莲妙树寺志》等等。前两部著作均有广宗寺（南寺）刻印本，后一著作已由甘肃民族出版社出版。仓央嘉措的生卒年代据认为是1683年农历三月初一至1746年农历五月初八，但广宗寺是在每年农历十一月二十五日在仓央嘉措灵塔前举行大法会供轮仪式，以庆祝仓央嘉措诞辰。
1966年文化大革命爆发，红卫兵闯入广宗寺，“首先捣毁了六世达赖灵塔，强迫僧侣们破坏六世达赖肉身，并焚烧；同时大量的佛像、佛经被毁坏殆尽……南寺除一部分金银铜器被有关部门用车拉走以外，其余各种物品失散严重。”1971年，广宗寺庙宇被全部拆除，木料挪作他用，财产低价变卖，广宗寺沦为一片废墟。

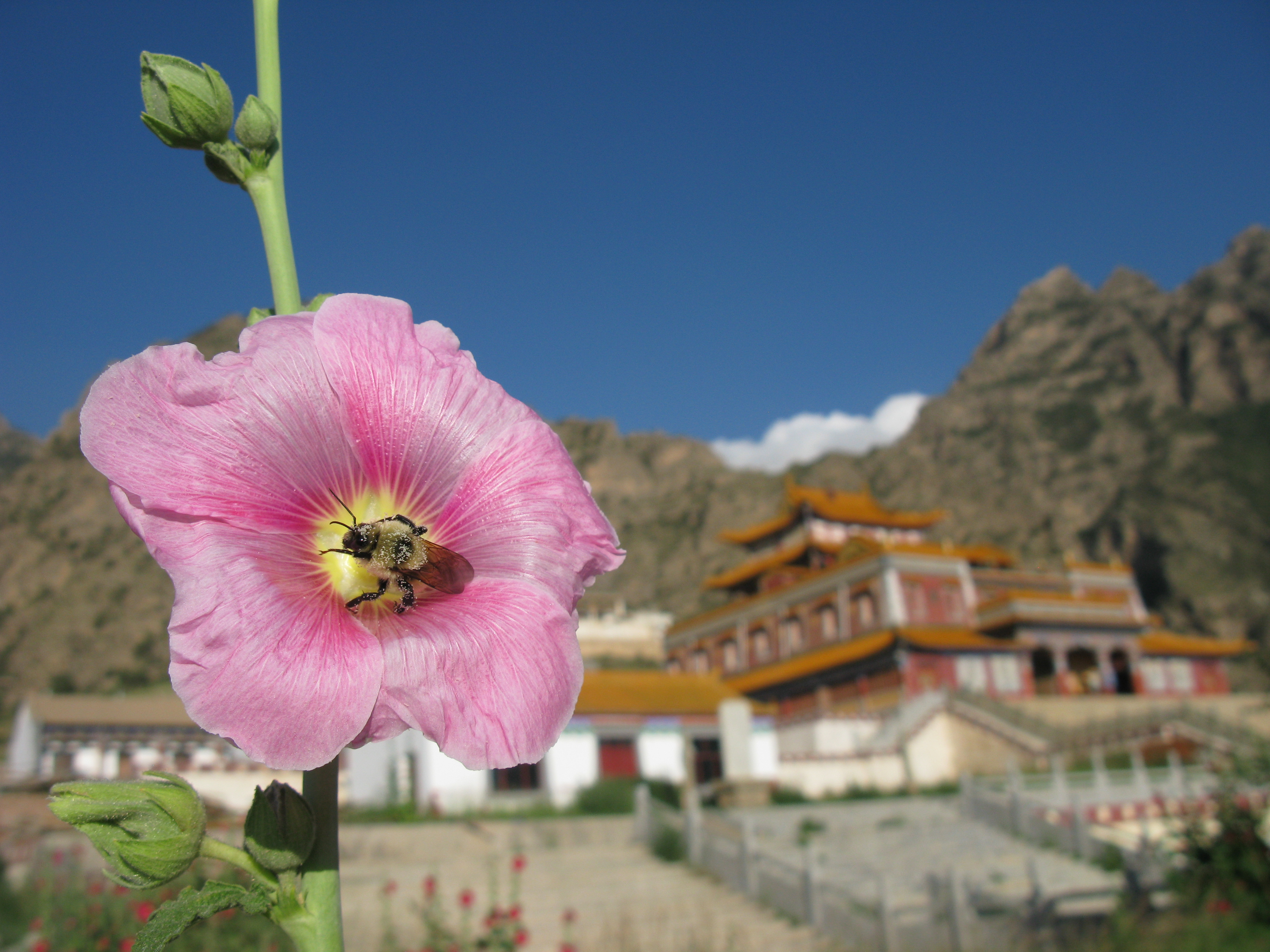
广宗寺

改革开放后，宗教政策落实，部分僧人聚集至当时唯一有条件开展佛事活动的延福寺举办法会。1981年，广宗寺的部分僧人来到该寺原址，搭建蒙古包及帐篷，举办夏季祈愿法会，并且由罗卜桑宁吾、尚巴丹达尔、丹比宁吾等人出钱出力，在原葛根仓房的遗址上兴建了15间平顶佛堂，将桑吉拉布坦捡起并收藏的六世达赖骨灰重新建塔供奉。
自1981年起，当初捡起并收藏六世达赖骨灰的喇嘛桑吉拉布坦便一直在广宗寺附近瞻卯山悬空寺的一个山洞内修行，守护该洞。传说，仓央嘉措曾经在该山洞修行。到2010年，桑吉拉布坦已经守护该山洞29年，且仍在继续守护。
从1981年起，广宗寺开始重建。当时，第六世迭斯尔德活佛贾拉森正在读研究生，尚未毕业，他一边学习并最终完成了学业，一边主持该寺的重建工作。1990年农历七月初一，广宗寺的大经堂、赞康殿竣工，并举行开光仪式。2001年，该寺恢复兴建了黄楼庙，这是六世达赖仓央嘉措的灵塔殿，由贾拉森亲自重新选址建成，内供六世达赖仓央嘉措的镏金灵塔，塔内保存有其真身舍利。
2002年，广宗寺被评为国家4A级旅游景区。2006年，被评为内蒙古自治区历史名胜十大景区，并被列为内蒙古自治区文物保护单位。

## 建筑
广宗寺位于巴润别立镇境内贺兰山西麓的一个山谷中，在巴彦浩特镇东南约23公里。广宗寺依山而建，四面环山。该寺有6座属庙，是原来阿拉善八大寺中规模最大、知名度最高的寺。该寺由二十多座建筑组成。主要建筑有大雄宝殿、大经堂、黄楼庙等等。其中，供奉六世达赖仓央嘉措遗体宝塔的大殿称“黄楼庙”。黄楼庙为两层楼阁式建筑，前部为81间，后部为49间，全部以黄色、绿色琉璃瓦砌成。黄楼庙内除六世达赖的遗体外，还存有据说为飞天人像化石、释迦牟尼佛遗留的金佛、唐朝文成公主的宝剑等文物。
该寺现有庙宇、僧房70多间，并且举办庙会。
2011年10月，广宗寺举行大经堂及赞康殿落成暨开光庆典。内蒙古自治区政协副主席董恒宇、第六世迭斯尔德活佛贾拉森（中国佛教协会副会长、中国佛教协会内蒙古分会会长）、释澄还（中国佛教协会理事、中国佛教协会内蒙古分会副会长）、阿拉善左旗领导、阿拉善右旗政协副主席旦曾活佛，以及中共阿拉善盟委员会统战部、阿拉善盟民族局等代表出席开光典礼。中共内蒙古自治区党委统战部、中国佛教协会内蒙古分会等部门、单位及团体的代表，甘肃省天祝县宗教局、石门寺的代表，甘肃省乐都县马营寺的代表，大经堂的部分施主，僧众及信众，宗教界友人，以及阿拉善盟直属单位、阿拉善左旗相关部门及单位的代表参加庆典。大经堂于2009年5月正式开始兴建，采用北京天坛祈年殿的圆顶建筑风格，外形似须弥山，内部如立于坛城中，大经堂集中了吉祥八瑞祥，是供奉释迦摩尼的正殿，为寺院核心建筑。

### 瞻卯山

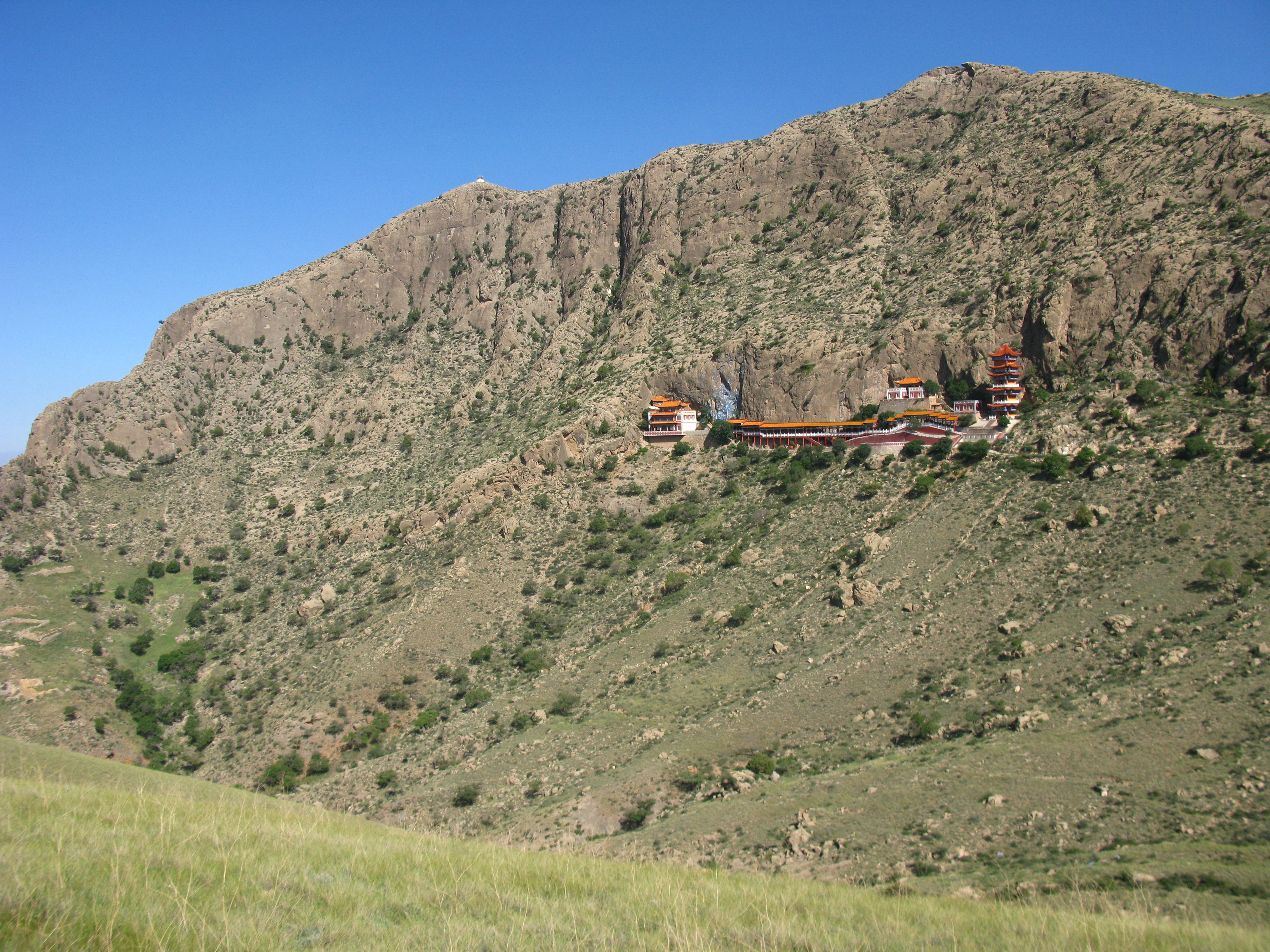
瞻卯山

在广宗寺（阿拉善南寺）旅游区通往雪岭子的途中，向西数公里处有一座单独的山——瞻卯山。山中有个悬空寺。瞻卯山因形似毡帽而得名“毡帽山”，后因嫌其不雅而改称“瞻卯山”。瞻卯山又称“塔尔巴卓格”（藏文，原意可释为“解脱山”，也可释为“解脱阁”）。这里曾有块雕有藏、蒙、满、汉文的金字匾额（残块仍存）。瞻卯山是十六罗汉尊者赴汉地时的结夏安居之地，也是第十七罗汉达磨居士诞生之处。九世班禅曾来瞻卯山朝圣。
瞻卯山南山腰上有一天然山洞，可容纳数十人。史料记载，六世达赖从南寺南山坡上见吉祥天女出入该洞，故后来在洞内供养吉祥天女。从洞口伸出的巨岩能发出清脆声音，故称此巨岩是罗汉用过的犍稚（集合僧伽用的响器）。该山洞里常年滴水，水质好。洞口外有台阶、僧舍。其东侧稍高处有一人工开凿的山洞，因洞内有温都尔葛根亲自绘制的金刚菩萨等众多上师、本尊、护法像，故称金刚菩萨洞（多尔色木宗）。山脚下曾有经堂、活佛居室、仓房、僧舍等，夏季举办夏安居法会。
广宗寺僧人桑吉拉布坦长年在瞻卯山生活，2004年已经80岁。文革时桑吉将南寺部分文物悄悄藏到山里，后来靠肩背手提修通了自南寺到瞻卯山的可通行小汽车的土路，又从南寺被拆毁后的废墟中捡出砖石、木材背到瞻卯山，修起了台阶、僧舍，并在洞口安装门窗。桑吉使这座文革期间被破坏的悬空寺保持了古风貌。后来，巨人集团的史玉柱失意时曾在悬空寺居住过，史玉柱投资70万元人民币重修悬空寺。
2004年8月25日，悬空寺举行“阿拉善广宗寺（南寺）瞻卯山——圣十六国罗汉尊者做夏安居加持之地大密乐空宝殿落成庆典及佛像开光法会仪式”后，正式对社会开放。

## 延伸阅读
- 贾拉森，阿拉善南寺桑杰喇嘛碑记，载 贾拉森，缘起南寺，内蒙古大学出版社，2003年
- 贾拉森，广宗寺名胜，载 贾拉森，缘起南寺，内蒙古大学出版社，2003年
- 贾拉森，广宗寺名胜之二，载 贾拉森，缘起南寺，内蒙古大学出版社，2003年
- 贾拉森，关于所谓的《仓央嘉措秘传》，内蒙古大学学报(人文社会科学版)2005年01期